# 스마트캐빈 제어기
스마트캐빈 제어기 (영어: Smart Cabin Controller)는 운전자의 다양한 생체신호를 분석해 안전 운전을 돕는 헬스케어 기술이다.

## 상세
2022년 6월 23일, 현대모비스가 첫 공개했다. 스마트캐빈 제어기는 4개의 센서, 제어기, 소프트웨어 로직으로 구성된다. 4개의 센서는 탑승객의 자세를 촬영하는 3D 카메라, 운전대에 장착되는 심전도 센서, 귀 주변에 흐르는 뇌파를 측정하는 이어셋 센서, 차량 내부 온습도 및 이산화탄소를 측정하는 공조 센서로 구성됐다. 측정된 생체신호는 제어기를 통해 분석되며, 운전자의 상태가 이상하다고 판단될 경우, 차량의 내비게이션, 클러스터, 헤드업 디스플레이 등을 통해 경고 알림을 준다.

## 같이 보기
- 현대자동차그룹
- 현대모비스